# Alkaline Trio
Alkaline Trio (también conocidos como Alk Trio, Ak3 o Alk3) es una banda de punk rock y pop punk originaria de Chicago, compuesta actualmente por Matt Skiba (líder y fundador), Dan Andriano y Atom Willard. Su punk rock es bastante peculiar, con constantes alusiones (gráficas, escritas y físicas) a lo gótico, la muerte, el fuego, corazones rotos, a la libertad, a la adolescencia o el alcoholismo.
La banda se formó en 1996 y sus primeros integrantes fueron Skiba (guitarra, voces), Rob Doran (bajo, coros) y Glenn Porter (batería). Esta formación lanzó una demo casete y en 1997 el sencillo "Sundials", pero Doran dejó la banda y fue sustituido por Andriano. La banda firmó por el sello independiente Asian Man Records y lanzaron su EP debut For Your Lungs Only y su primer álbum de estudio, Goddamnit en 1998. En 2000 lanzaron su segundo álbum, Maybe I'll Catch Fire, así como el álbum recopilatorio de material inédito autotitulado Alkaline Trio. Poco después Porter dejó la formación y fue reemplazado por Mike Felumlee.
La banda firmó por Vagrant Records y lanzó su tercer álbum de estudio, From Here to Infirmary, en 2001, su primer álbum en entrar en las listas del Billboard. Tras el lanzamiento del álbum, Felumlee dejó la banda y su lugar fue ocupado por Derek Grant. El cuarto álbum, Good Mourning, fue lanzado en 2003 a través de Vagrant y el sencillo "We've Had Enough" fue el primero de la banda en entrar en las listas estadounidenses. El quinto álbum de Alkaline Trio, Crimson, fue lanzado en 2005. En 2008 firmaron por Epic y lanzaron Agony & Irony, sexto álbum de la banda. El séptimo y último álbum de estudio de la banda hasta la fecha se tituló This Addiction y fue lanzado en 2010 a través del sello discográfico de la banda, Heart & Skull, y Epitaph Records.

## Historia
La banda se formó en diciembre de 1996 con Matt Skiba a la cabeza (después de pasar previamente como batería por grupos como Jerkwater o The Traitors) de las voces y la guitarra principal, Rob Doran como bajo y voces, y Glenn Porter en la batería. Ellos grabarían su primer EP, Sundials, que contenía dos canciones: "Sundials" y "Nose Over Tail".
En 1997 Doran deja el grupo (por motivos personales), y es reemplazado en el bajo por Dan Andriano. Andriano había sido miembro de Slapstick y Tuesday y ya dentro de Alkaline Trio toma parte en las voces secundarias (y, en ocasiones, principales) y en la composición de temas para complementar y contrastar las letras de Skiba.
En 1998 la discográfica indie Asian Man Records lanza su segundo corto, For Your Lungs Only y la banda comienza a labrarse un nombre y un buen número de fanes en el medio-este estadounidense. Ya con su primer y segundo EP en el mercado y mientras grababan sus próximos materiales seguían trabajando en lo mismo. En ese mismo año también lanzaron su primer larga duración, Goddamnit, distribuido por Asian Man Records.
Ya en 2000 la banda y Asian Man Records lanzan su segundo álbum, Maybe I'll Catch Fire y que sería el último con Glenn Porter en la batería. En ese mismo año lanzaron un álbum recopilatorio autotitulado Alkaline Trio y que sería el último trabajo de la banda con Asian Man Records. Este disco es una recopilación de temas editados previamente en sus primeros EP durante 1996 y 1999.

### Éxito
El nuevo siglo traería también novedades a la banda. Firmaron con Vagrant y lanzaron From Here To Infirmary, con el que lograron el éxito con canciones como "Stupid Kid", "Private Eye" o "Armageddon". From Here To Infirmary sería el último álbum de Mike Felumlee en la batería de Alkaline Trio y sería reemplazado por Derek Grant.
La banda comienza a adquirir un sonido y letras más maduro con el segundo disco de Vagrant y el quinto para Alkaline Trio, Good Mourning, lanzado en 2003. El primero para el nuevo batería Derek Grant. Muchos fanes reconocen también que este Good Mourning supera a From Here To Infirmary 2001 con temas como el sencillo "We've Had Enough", "This Could Be Love", "Emma" o "All on Black".
Un detalle curioso de la banda ocurrió durante la gira de 2003 después de la grabación de Good Mourning. Entre los fanes circuló un rumor de la existencia de un posible cuarto miembro de la banda, lo cual contradecía el nombre original del grupo. Este supuesto segundo guitarra se escondía detrás de los altavoces durante los conciertos de la banda. Alkaline Trio informó de que este hombre era Nolan McGuire (mánager de las giras de Alkaline Trio) y que no formaba ni formaría parte de la banda como tal, pero dejaron claro que en algunas canciones debido al grado de complejidad de algunas de ellas era necesario el apoyo de un segundo guitarra.
Crimson era hasta hace muy poco el último trabajo de los de Illinois. Distribuido por Vagrant y producido por Jerry Finn en 2005, Crimson fue otro paso más hacia la madurez de la banda. Esta vez, durante la gira de la banda, McGuire no se volvió a esconder nunca más detrás de los altavoces en los conciertos, pero aparece en el escenario como segundo guitarra en canciones muy concretas.
En 2007 Alkaline Trio lanza su último trabajo hasta la fecha, Remains. Este disco contiene un CD y un DVD. El álbum en sí es un recopilatorio de algunos temas de su carrera, canciones en vivo, rarezas y, sobre todo, caras b.

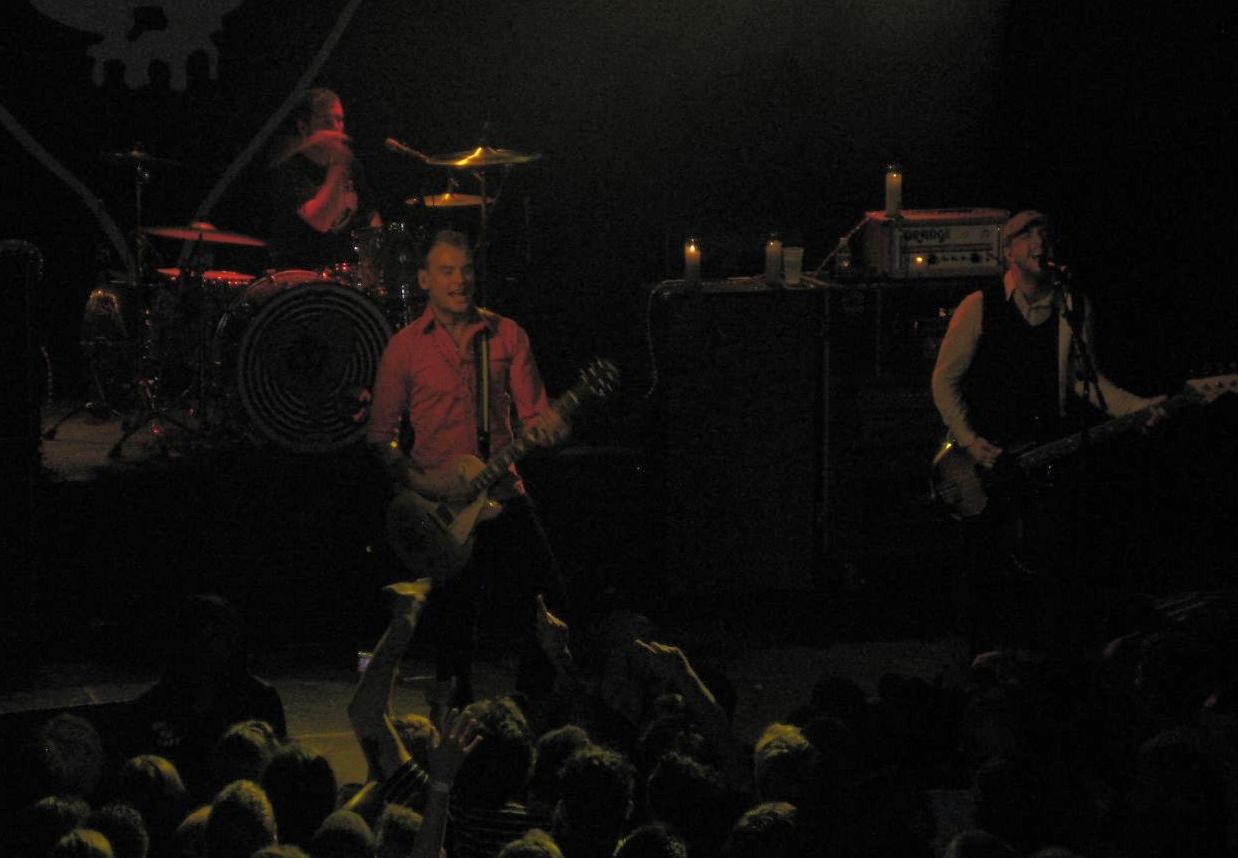
La banda durante un concierto en Nueva York en 2008.

### Agony & Irony(2008-2009)
El 9 de febrero de 2008, Alkaline Trio anunció en su MySpace que habían estado en el estudio de grabación durante tres semanas trabajando en el nuevo álbum, pero sin revelar ninguna fecha ni título por el momento. Más tarde, vía internet también, la propia banda confirmó que el nuevo disco se llamaría Agony & Irony con fecha de lanzamiento para el 1 de julio de 2008. Este disco supone el primero para la banda en una multinacional, Epic Records.
Y es que desde octubre de 2006, los rumores sobre un posible cambio de sello eran evidentes cuando los mismos Skiba y Andriano aseguraron que habían llegado a un acuerdo con V2 Records, sello independiente propiedad de Virgin. Skiba llegó a afirmar que "estamos muy orgullosos de trabajar con V2 y ya nos sentimos como en casa con nuestra nueva discográfica. Hemos encontrado en V2 exactamente lo que estábamos buscando: confianza, amistad y la capacidad de continuar creciendo como banda. Dejamos Vagrant Records en términos muy amistosos y estamos muy agradecidos por todo lo que han hecho por nosotros todo este tiempo". Sin embargo, todo cambió cuando el 12 de enero de 2007 V2 Records comunicó que estaban reestructurando su catálogo de artistas y la distribución digital. Como resultado, los artistas que se encontraban en el sello quedaron libres.
El 8 de abril la banda colgó en su MySpace "Help Me", el nuevo sencillo promocional del álbum y que se incluía también en el EP titulado también Agony & Irony, lanzado el 22 de abril.

### This Addiction(2009-presente)
Durante un concierto en mayo de 2009, la banda desveló que no continuarían ligados a Epic Records y lanzarían nuevo material mediante un nuevo sello creado por ellos mismos. Las grabaciones del nuevo álbum comenzaron en julio de ese año. Fueron incluidas cinco canciones de ese álbum ("This Addiction", "Dead On The Floor", "Dine, Dine My Darling", "Dorothy" y "Fruit Please") en una gira junto a Saves the Day.
El 18 de noviembre de 2009 la banda anunció que lanzarían el nuevo trabajo mediante su propio sello discográfico, Heart & Skull, conjuntamente con Epitaph Records. También, Skiba confirmó que el álbum sería lanzado el 23 de febrero de 2010 con una nueva canción titulada "The American Scream".
El 1 de diciembre de 2009, Alkaline Trio confirmó a la revista Rock Sound que el nuevo álbum se titularía This Addiction:
"Es la primera canción del disco y el título del nuevo álbum", dijo el vocalista Matt Skiba. "La canción toma la adicción a la heroína como una metáfora de amor. Todo el disco es muy personal, los tres hemos pasado por algo desde nuestro último álbum [Agony & Irony en 2008] y eso queda reflejado aquí, todas las canciones tratan sobre las relaciones que hemos tenido y por eso el disco tiene una temática constante".
This Addiction debutó en el undécimo puesto del Billboard 200, convirtiéndose en el álbum más exitoso en las listas musicales hasta la fecha.

### Proyectos paralelos
Tanto Skiba, como Andriano como Grant están implicados en proyectos paralelos a Alkaline Trio o colaboran con otros grupos.
Skiba forma parte de un grupo de rock alternativo llamado Heavens, junto con el bajista de la banda F-Minus, Josh Steinbrick. También ha contribuido en splits con 7 Seconds y participó en una recopilatorio de la gigantesca discográfica punk Fat Wreck Chords. Desde 2015 hace parte de la banda Blink 182 reemplazando a Tom DeLonge en la guitarra y voz, en 2016 grabaron un nuevo álbum.
Andriano, por su parte, forma parte de The Falcon, un grupo formado por él mismo en el bajo y con componentes de la banda punk rock The Lawrence Arms.
Por último, el batería actual Derek Grant está trabajando en un proyecto paralelo a Alkaline Trio junto con Hunter Burgan, miembro de AFI.

## Discografía
Álbumes de estudio
- Goddamnit (1998)
- Maybe I'll Catch Fire (2000)
- From Here to Infirmary (2001)
- Good Mourning (2003)
- Crimson (2005)
- Agony & Irony (2008)
- This Addiction (2010)
- My Shame Is True (2013)
- Is This Thing Cursed? (2018)
- Blood, Hair, and Eyeballs (2024)

### Videos/DVD
- 10 Minutes to Ogikubu Station - 2001
- Cinema Beer Belly - 2001
- Another Year on the Screen - 2002
- Warped Tour Live - 2002
- Halloween at the Metro - 2003
- Original Sin: The Story of Goddamnit - 2007

## Miembros

### Miembros actuales
- Matt Skiba - cantante, guitarra (1996-presente)
- Dan Andriano - cantante, bajo (1997-presente)
- Atom Willard - batería (2023-presente)

### Miembros anteriores
- Rob Doran - bajo (1996-1997)
- Glenn Porter - batería (1996-2000)
- Mike Felumlee - batería (2000-2001)
- Derek Grant - batería (2001-2023)